# Eriogonum pelinophilum
Eriogonum pelinophilum är en slideväxtart som beskrevs av James Lauritz Reveal. Eriogonum pelinophilum ingår i släktet Eriogonum och familjen slideväxter. Inga underarter finns listade i Catalogue of Life.